# 義子内親王
義子内親王（ぎしないしんのう、文暦元年（1234年） - 正応2年12月7日（1290年1月19日））は、鎌倉時代の皇族・女院。仲恭天皇の皇女で、母は法印性慶の娘・右京大夫局。女院号は和徳門院（かとくもんいん / わとくもんいん）。

## 生涯
仲恭天皇が17歳で崩御した年に誕生した唯一の子女。母は右大臣源顕房の玄孫にあたる。
大叔母にあたる凞子内親王（後鳥羽上皇の皇女）に扶持されていたと伝えられている。正嘉元年（1257年）10月19日に内親王宣下があり、弘長元年（1261年）3月8日に准三宮宣下および院号宣下が行われた。26年後の弘安10年（1287年）12月10日に54歳で出家し、法名を真如覚と称した。正応2年（1290年）に56歳で薨去した。